# Amami teneramente
Amami teneramente (Loving You) è un film del 1957 diretto da Hal Kanter ed interpretato da Elvis Presley.
Si tratta del secondo film di Presley, il primo in Technicolor e il primo in un ruolo da protagonista.

## Trama
Deke Rivers è un camionista che viene notato da uno scopritore di talenti locale, Glenda Markle, per il suo particolare modo di cantare e diventa presto una stella. Glenda usa il talento di Deke ma anche il suo fascino sulle donne per aumentare il suo successo e così arricchire se stessa e l'ex marito Tex Warner. Deke nutre un rapporto di ammirazione ed adorazione nei confronti della manager, ma allo stesso tempo è attratto da Susan, anche lei componente della compagnia di cantanti. Deke è così tanto legato alla compagnia a causa del suo triste passato. Nato con il nome di Jimmy Tompkins, dopo la morte dei genitori, era cresciuto in un povero orfanotrofio, dal quale era in seguito fuggito. Capitato in un cimitero, aveva visto su una tomba il nome "Deke Rivers", uomo amato e con molti amici, e se ne era appropriato.
Accortosi in seguito di essere sfruttato dalla manager, Deke sparisce dalle scene senza dire niente a nessuno, proprio alla vigilia di un'importante esibizione televisiva che avrebbe potuto lanciarne definitivamente la carriera. Glenda però lo ritrova appena in tempo e, pentita, straccia il contratto che lo legava a lei. Convintosi, Deke si esibisce nello show ottenendo un successo clamoroso. Decide poi di lavorare ancora per Glenda, perché è a lei che deve tutto, e si fidanza con Sue. Glenda torna insieme a Tex.

## Colonna sonora
Le canzoni del film sono: Mean woman blues, Teddy bear, Loving you, Got a lot o' loving to do, Hot dog, Lonesome cowboy, Party.
Vennero pubblicate all'epoca sull'album "Loving You" (LPM 1515), che contiene anche altri brani non appartenenti al film. Furono anche pubblicati due EP a 45 giri, "Loving You Vol. 1" (EPA 1-15-15) e "Loving You Vol. 2" (EPA 2-1515) ed un singolo 45 giri, Loving you/Teddy bear (47-7000). Tutte le canzoni del film vennero poi incluse sulla raccolta "Essential Elvis Vol. 1", pubblicata nel 1988.
L'album originale venne ristampato su CD nel 1997 e 2005 con l'aggiunta di bonus tracks e versioni alternative.
Nel 2006 venne edito in 2CD (serie Follow That Dream) con numerose versioni alternative.

## Produzione
La pellicola non è altro che una biografia romanzata dell'ascesa al successo di Elvis; l'incontro con la manager senza scrupoli, Glenda ha molte similitudini con il colonnello Tom Parker, suo manager nella vita reale.
Il film originariamente ebbe tre titoli provvisori durante la lavorazione: Lonesome Cowboy, Something for the Girls, e Running Wild.
Per il suo primo film a colori, Presley decise che sarebbe apparso meglio in video con i capelli mori. I suoi attori preferiti, come Tony Curtis e Marlon Brando, avevano tutti i capelli scuri e Presley aveva sempre ammirato le loro doti recitative e l'aspetto che avevano sullo schermo. Da biondo che era, decise così di tingersi di nero i capelli, cosa che in seguito continuò a fare per tutta la vita.
I genitori di Elvis, Gladys e Vernon, erano entrambi presenti sul set quando venne girata l'ultima scena e possono essere scorti nel film durante il numero musicale. Gladys morirà un anno dopo, e Presley affermò che non avrebbe mai più rivisto il film perché gli ricordava troppo sua madre.